# Taiakou
Taiakou è un arrondissement del Benin situato nella città di Tanguiéta (dipartimento di Atakora) con 11.222 abitanti (dato 2006).